# Everett, Massachusetts

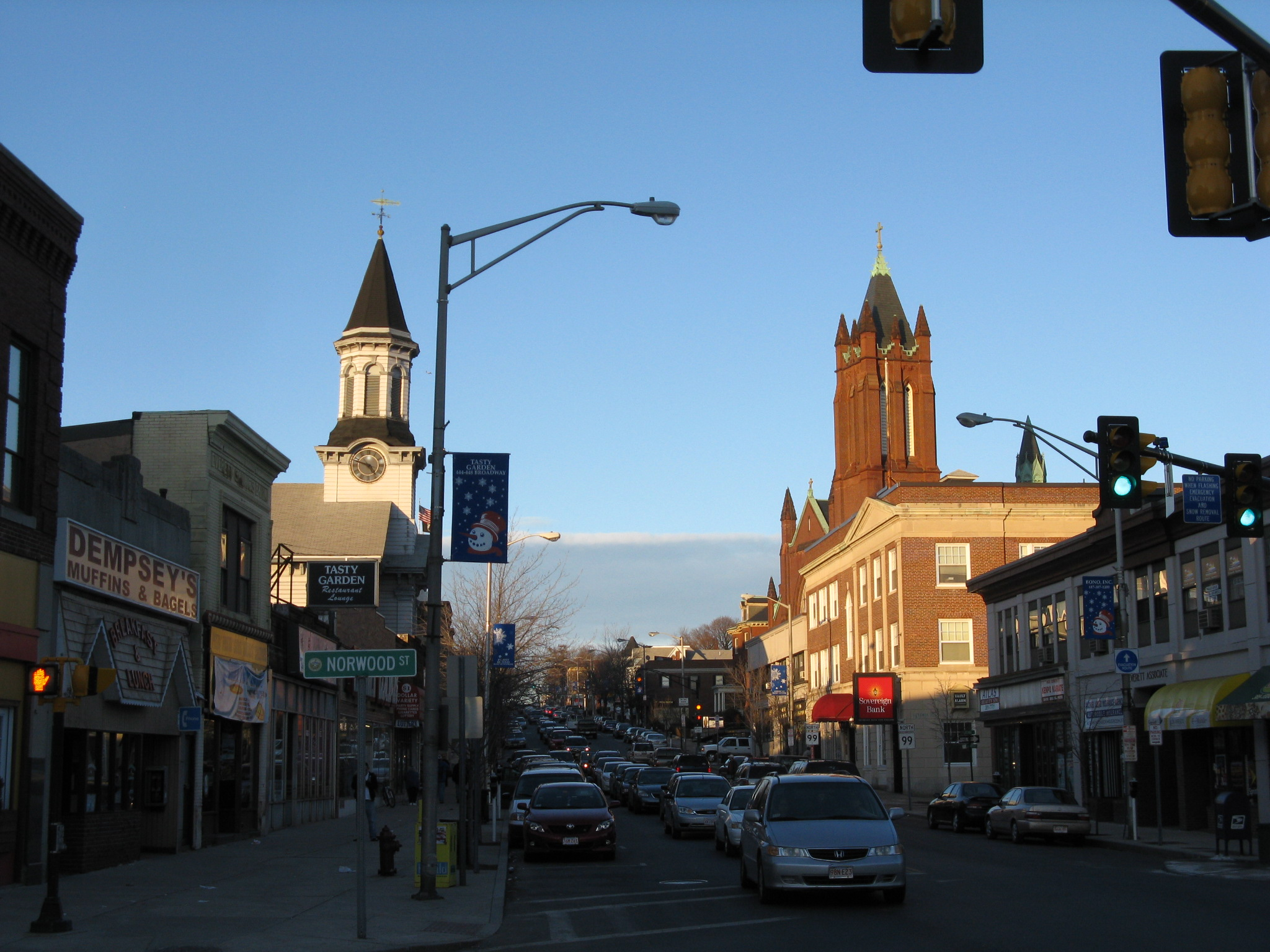

Everett är en stad i Middlesex County i delstaten Massachusetts i nordöstra USA. År 2007 hade staden 37 269 invånare.
Staden är uppkallad efter politikern Edward Everett.